# Schellberg (Solingen)
Schellberg ist eine aus einer Hofschaft hervorgegangene Ortslage in der bergischen Großstadt Solingen. Im Ort befand sich das 2007 geschlossene Freibad Schellbergtal, das Mitte der 2010er Jahre renaturiert wurde.

## Lage und Beschreibung
Schellberg befindet sich abseits der geschlossenen Bebauung im Solinger Stadtbezirk Burg/Höhscheid. Der Ort liegt abgelegen und von Wald- und Landwirtschaftsflächen umgeben in einer Talsenke des Schellberger Baches. Nach Norden erhebt sich der Sattelsberg auf eine Höhe von 211 Metern über NHN. Schellberg ist vom Pfaffenberger Weg über den Schellberger Weg aus zu erreichen, der hinter Schellberg weiter als Waldweg zum Odentaler Weg verläuft (Landesstraße 427). Die Reste des teils renaturierten, ehemaligen Freibads Schellbergtal befinden sich zentral inmitten des Ortes. Südlich an dem Ort vorbei fließt der Schellberger Bach, der bei Wüstenhof in die Wupper mündet.
Benachbarte Orte sind bzw. waren (von Nord nach West): Hoppenböcken, I. und II. Hästen, Kempen, III. Hästen, I., II. und III. Balkhausen, Wüstenhof, Breidbach, Odental und Eichholz.

## Etymologie
Die Ortsbezeichnung kann möglicherweise als scheler Berg (= schiefer Berg) gedeutet werden. Der Ort liegt am Fuße des Sattelsberg. 

## Geschichte
Schellberg ist seit dem 15. Jahrhundert nachgewiesen. Der Ortsname wird erstmals 1488 im Zehntverzeichnis der Abtei Altenberg als Schelbergh urkundlich erwähnt. In dem Kartenwerk Topographia Ducatus Montani von Erich Philipp Ploennies, Blatt Amt Solingen, aus dem Jahre 1715 ist der Ort mit einer Hofstelle verzeichnet und als Schellberg benannt. Er wurde in den Registern der Honschaft Balkhausen innerhalb des Amtes Solingen geführt. Die Topographische Aufnahme der Rheinlande von 1824 verzeichnet den Ort als Schelberg benannt, die Preußische Uraufnahme von 1844 verzeichnet ihn als Schellberg benannt. In der Topographischen Karte des Regierungsbezirks Düsseldorf von 1871 ist der Ort als Schelberg verzeichnet.
Nach Gründung der Mairien und späteren Bürgermeistereien Anfang des 19. Jahrhunderts gehörte der Ort zur Bürgermeisterei Dorp, die 1856 das Stadtrecht erhielt, und lag dort in der Flur VI. Hohenscheid. Die Bürgermeisterei beziehungsweise Stadt Dorp wurde nach Beschluss der Dorper Stadtverordneten zum 1. Januar 1889 mit der Stadt Solingen vereinigt. Damit wurde Schellberg ein Ortsteil Solingens.
Aufgrund der Topografie des Ortes blieb dessen solitäre Lage innerhalb des Solinger Stadtgebietes bis heute erhalten. Auch der Ortsname ist neben dem Straßennamen bis heute im Stadtplan verzeichnet.
Im Jahre 1928 wurde in idyllischer Lage im Schellbergtal ein Freibad in Betrieb genommen. Über Jahrzehnte war das Freibad eine beliebte Freizeitattraktion im Solinger Süden, bis die Stadt Solingen aus Kostengründen im August 2007 den Betrieb einstellte. Mithilfe von Fördermitteln wurde das alte Schwimmbecken im Jahr 2014 renaturiert, der bisher verrohrte Bachlauf des Schellberger Baches sowie seiner Nebenbäche Hästener und Strandbadbach wurden dabei wieder freigelegt. Umkleide- und Kassenhäuschen des einstigen Freibads blieben erhalten, sie gehören dem Schwimmverein Solingen Süd und werden weiterhin genutzt.